# جي شير
جي شير هي قرية في مقاطعة أصفهان، إيران. عدد سكان هذه القرية هو 1,972 في سنة 2006.